# Frank Lampard
Frank James Lampard OBE (Londres, 20 de junho de 1978) é um treinador e ex-futebolista inglês que atuava como meio-campista. Atualmente comanda o Coventry City.
Considerado um dos melhores meio-campistas da história da Premier League, Lampard é o maior artilheiro da história do Chelsea, com 211 gols. Foi eleito o segundo melhor jogador do mundo pela FIFA em 2005, ficando atrás apenas de Ronaldinho Gaúcho, do Barcelona. Já em 2012, foi um dos pilares do Chelsea na conquista da Liga dos Campeões da UEFA, contra o Bayern de Munique. Representando a Seleção Inglesa, disputou as Copas do Mundo FIFA de 2006, 2010 e 2014, sendo nomeado para a equipe ideal da Euro 2004, realizada em Portugal. Lampard também defendeu as cores do West Ham United, Swansea City, Manchester City e New York City. Em 2017, o maior ídolo dos Blues entrou para o Hall da Fama do Futebol Inglês, sendo introduzido também no Hall da Fama da Premier League em 2021.

## Carreira como jogador

### West Ham
Lampard cresceu e evoluiu nas categorias de base do West Ham sob a tutela de seu tio Harry Redknapp, então técnico dos Hammers e seu pai, Frank Lampard Sr, assistente. No início de sua carreira, Lampard sofreu preconceito por parte de quem duvidava de seu valor. Foi levado para treinar nos Hammers pela primeira vez aos seis anos, por incentivo do seu pai. Sua escola foi a Brentwood School, onde ele ficou de 1989 a 1994. Inicialmente, assinou como um "trainee" no clube londrino em 1 de agosto de 1992. Em 1 de julho de 1994, assinou um contrato para entrar nas categorias de base do West Ham e, exatamente um ano depois, em 1 julho de 1995, assinou seu primeiro contrato profissional, com apenas 17 anos. No West Ham, o meio-campista teve seu futebol questionado, pois parte da imprensa e da torcida dizia que só estava no time porque seu pai era o treinador. Lampard sofreu com isso até 2001, quando os Blues enxergaram o potencial do jogador e o contrataram.
Teve sua primeira chance como profissional em 1994. Em 1995, foi emprestado ao Swansea City, para adquirir experiência, retornando no ano seguinte. Em 1999, foi o principal jogador dos Hammers na conquista da Copa Intertoto da UEFA. Após boas temporadas no West Ham, despertou o interesse dos grandes clubes da Inglaterra.

### Chelsea
Em junho de 2001, foi contratado pelo Chelsea por 11 milhões de libras. Depois de um começo "quieto", cresceu de produção após a venda dos Blues para o bilionário russo Roman Abramovich, que trouxe grandes jogadores para o clube. Em meio a eles, Lampard transformou-se em um dos melhores jogadores da Europa e do mundo. Com o Chelsea, ele conquistou o bicampeonato inglês nas temporadas 2004–05 e 2005–06, além de outra conquista na temporada 2009–10. Lampard também venceu quatro vezes a Copa da Inglaterra e foi bicampeão da Copa da Liga Inglesa, além de ter sido finalista da Liga dos Campeões da UEFA em duas oportunidades, vencendo a final uma vez, na temporada 2011–12 sobre o Bayern de Munique. Com esse crescimento, passou a solidificar a sua presença na Seleção Inglesa, pela qual já jogava desde 1999, mas em ocasiões esporádicas.
Lampard foi considerado o jogador inglês nos anos de 2004 e 2005. Em 2005, ficou em segundo na eleição da FIFA para melhor jogador do mundo, perdendo para Ronaldinho Gaúcho. Em pesquisa realizada pela revista Kicker em outubro de 2006, Lampard foi considerado um dos melhores jogadores da Seleção Inglesa nesta década, e ainda 7% responderam que o consideravam o melhor jogador do mundo.

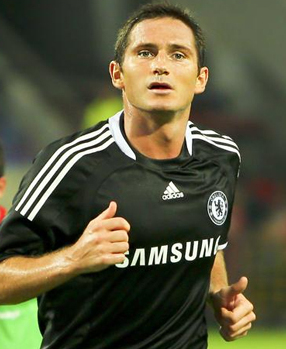
Lampard atuando pelo Chelsea em 2008

Na temporada 2007–08, esteve próximo de conquistar o título que mais vinha fazendo falta aos Blues, o da Liga dos Campeões da UEFA. O clube finalmente havia conseguido eliminar o Liverpool nas semifinais, equipe com quem os londrinos já haviam desenvolvido certa rivalidade por terem sido eliminados por eles duas vezes anteriormente nessa mesma fase do torneio. Lampard deixou sua marca no duelo, de pênalti, dedicando com bastante emoção o gol à sua mãe, que havia falecido dias antes. Na comemoração, beijou repetidamente a faixa preta em sinal de luto que carregava no antebraço. Marcou também na final, contra o Manchester United, em partida decidida nos pênaltis. O Chelsea esteve bem próximo de levar a melhor, fazendo uma boa partida e com uma bola no travessão de Lampard, mas a taça acabou com o adversário após os erros de John Terry e Nicolas Anelka na decisão de penalidades máximas. Lampard foi nomeado o melhor meio-campista do futebol europeu naquele ano.
Na temporada 2008–09, já com o seu contrato renovado, Lampard quase conquistou a Liga dos Campeões da UEFA, mas sua equipe acabou eliminada nas semifinais diante do Barcelona de Lionel Messi, Xavi, Andrés Iniesta e David Villa, que foram os campeões desta edição do torneio. Em 2009–10, Lampard foi uma das estrelas do Chelsea na conquista da Premier League, sendo esse o quarto título inglês dos Blues e o terceiro desde que o meia havia sido contratado. Já na temporada 2010–11, por pouco não conseguiu o bicampeonato inglês, onde o Chelsea terminou na segunda colocação, atrás somente do Manchester United.

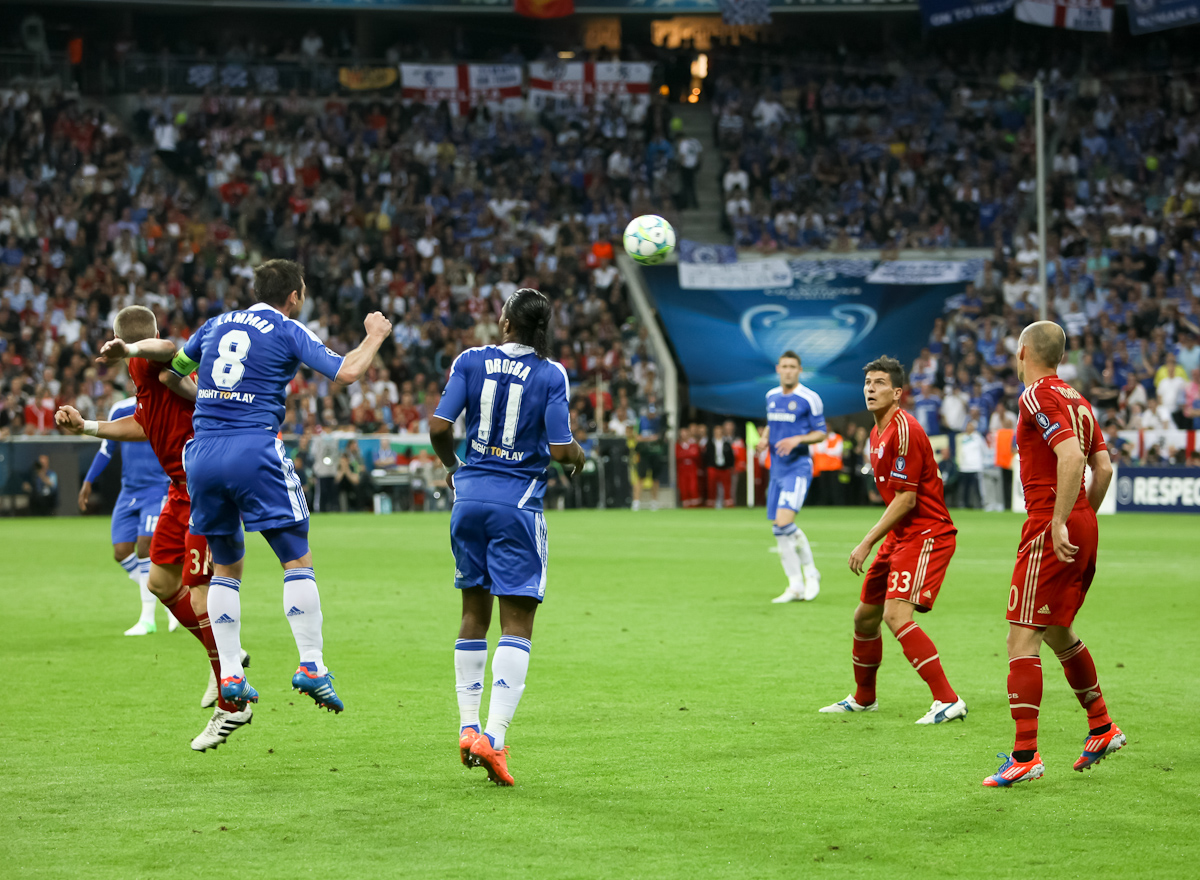
Lampard e Drogba na final da Liga dos Campeões

Em 2011–12, Lampard e os Blues finalmente conseguiram atingir seu objetivo principal e conquistaram a Liga dos Campeões da UEFA, depois de derrotar o Bayern de Munique na disputa por pênaltis. Além da conquista inédita da Liga dos Campeões, conquistou também a Copa da Inglaterra. No mesmo ano o Chelsea ainda disputou mais duas taças, a Supercopa da UEFA e a Copa do Mundo de Clubes da FIFA, na qual foram derrotados por Atlético de Madrid e Corinthians, respectivamente.
Já na temporada 2012–13, os Blues foram campeões da Liga Europa da UEFA após derrotarem o Benfica na final, com um gol no último minuto. Esse foi o último título de Lampard pelo clube e como futebolista profissional. 
Desde sua contratação pelos Blues em 14 de junho de 2001, o meia tinha declarado que o seu time preferido é o Chelsea e que queria encerrar sua carreira pelo clube. Mesmo com a imprensa divulgando uma possível ida para o Barcelona, Lampard fez todos desistirem dessa hipótese quando renovou seu contrato com os Blues e declarou seu amor ao time e aos torcedores:
| “ | Estou muito contente comigo e com o time do Chelsea, eu estou muito feliz aqui. Ter vindo para o Chelsea foi um grande passo na minha carreira, foi um momento muito feliz para mim e estou muito agradecido ao Chelsea por ter me proporcionado essa felicidade. Tenho uma relação muito boa com os meus companheiros de equipe e com os torcedores. Acredito que coisas boas aconteceram comigo desde que estou jogando pelo Chelsea, e que isso só aconteceu porque trabalhei muito, me esforcei muito. Sinto que agora sou parte da família e sempre terei um grande espaço no meu coração ocupado pelo clube. O Chelsea sempre será o time do meu coração. | ” |

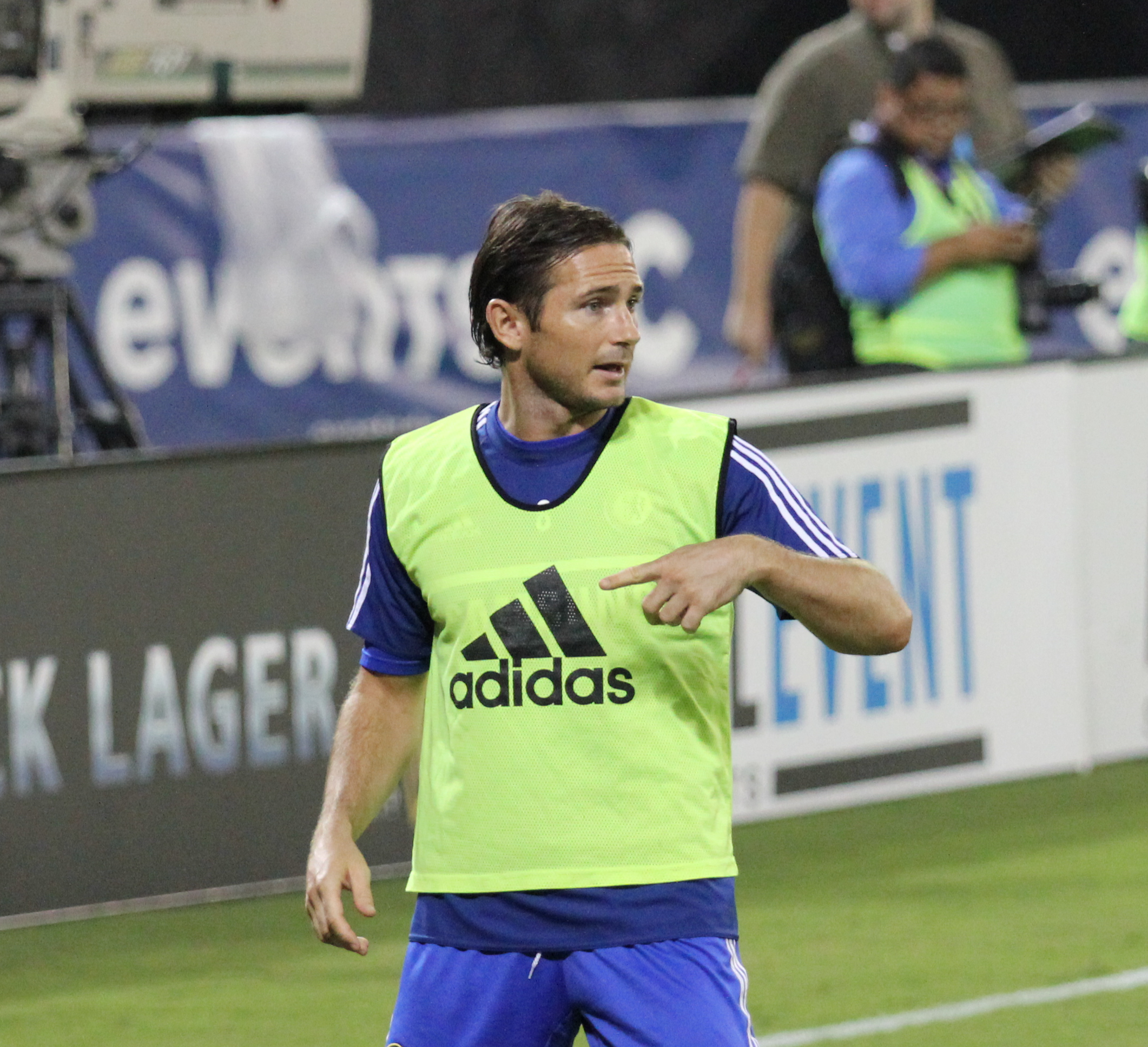
Lampard em agosto de 2013

No dia 11 de maio de 2013, ao marcar dois gols contra o Aston Villa, em partida válida pela Premier League, Lampard superou Bobby Tambling e tornou-se o maior artilheiro da história do Chelsea, com 203 gols. Após treze temporadas com os Blues, anunciou sua saída do clube no dia 2 de junho de 2014. No mesmo dia, agradeceu ao Chelsea em entrevista ao Sky News:
| “ | Este clube se tornou parte da minha vida, e eu tenho tantos para agradecer pela oportunidade. Ken Bates, que colocou seu pescoço na linha para me contratar quando ainda era um jovem jogador. Roman Abramovich, o homem que salvou nosso clube e nos colocou em um novo patamar. Uma menção especial para todas as comissões técnicas e as pessoas por trás das câmeras que não receberam a glória. E finalmente, e mais importante, eu gostaria de agradecer aos torcedores do Chelsea. Eu acredito que eles são os maiores torcedores de futebol no mundo. O que quer que seja o próximo desafio, eu sempre estarei ao lado de vocês e tenho o Chelsea em meu coração. Agradeço a vocês pelas boas memórias, e espero que continuem fazendo história. | ” |

### Manchester City

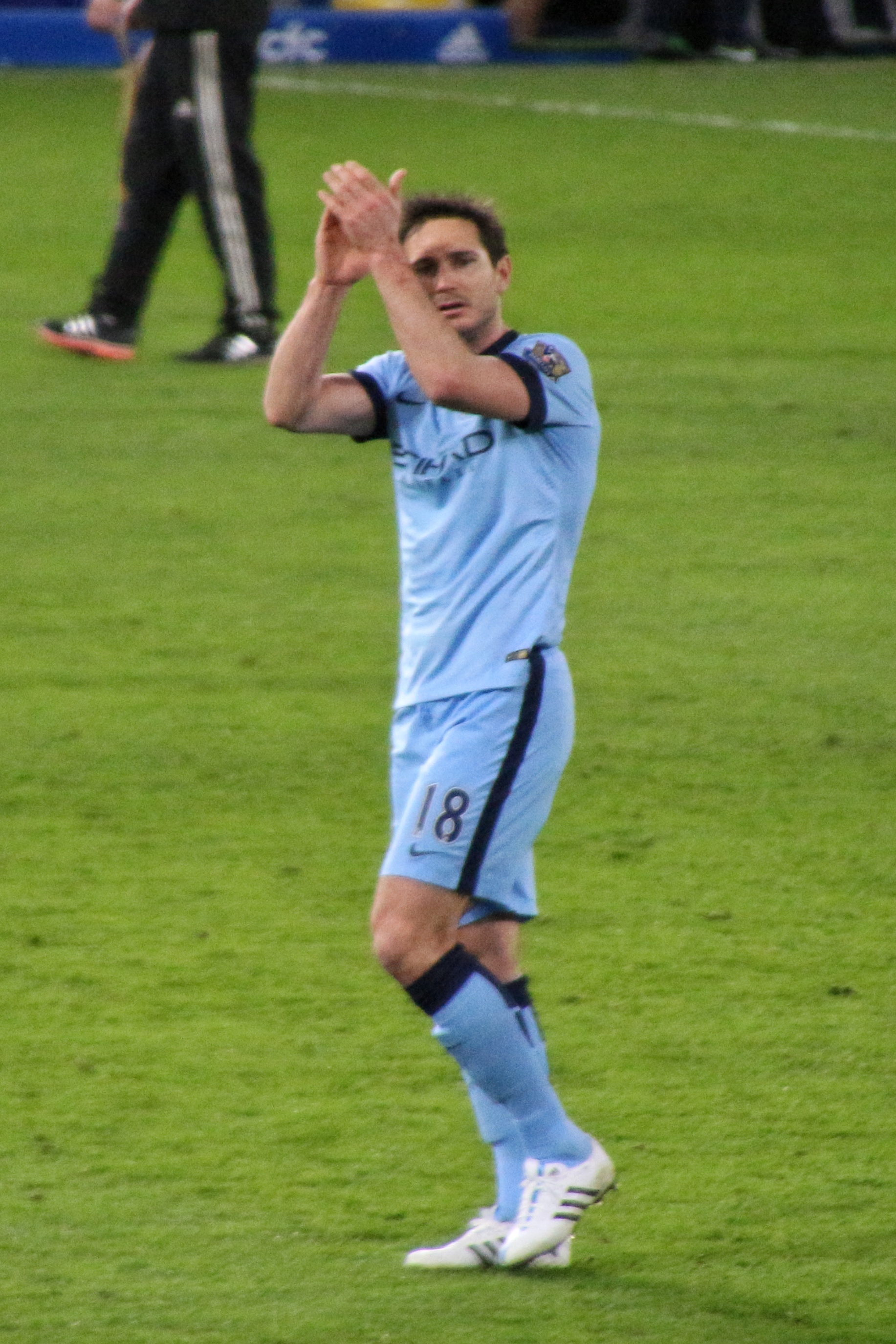
Lampard atuando pelo Manchester City em 2015

No dia 6 de agosto de 2014, foi anunciado seu empréstimo até o fim do ano ao Manchester City. Lampard recebeu a camisa 18 e mostrou que queria aproveitar a oportunidade de trabalhar ao lado de seus novos companheiros, deixando claro, porém, que o objetivo final era estar pronto para integrar o New York City na edição 2015 da MLS. Marcou seu primeiro gol pelos Citizens no dia 21 de setembro de 2014, num jogo contra seu ex-clube, o Chelsea, chutando de voleio dentro da área. Em respeito aos Blues, clube onde disputou mais de 600 partidas, não comemorou o gol.

### New York City
Após deixar o Chelsea, transferiu-se no dia 24 de julho de 2014 ao New York City, da Major League Soccer, assinando contrato por dois anos. Lampard recebeu a camisa de número 8 e estreou no dia 1 de agosto de 2015. Um mês antes, em julho, havia sido convidado para jogar o MLS All-Star contra um rival do seu antigo clube, o Tottenham.

### Aposentadoria
No dia 2 de fevereiro de 2017, anunciou sua aposentadoria do futebol, após 21 anos de carreira profissional. Já no dia 21 de setembro de 2017, Lampard foi introduzido no Hall da Fama do Futebol Inglês.

## Seleção Nacional
Foi chamado pela primeira vez para a Seleção Inglesa em 1999, pela boa forma no West Ham e na Inglaterra Sub-21, para um amistoso contra a Hungria, em 28 de abril, mas não jogou ficando no banco. O técnico era o ex-jogador e ídolo inglês Kevin Keegan. Estreou em 10 de outubro de 1999, aos 21 anos, contra a Bélgica, onde foi titular e participou do primeiro gol com uma assistência para Alan Shearer. Lampard foi substituído aos 31 minutos da etapa final. Só voltou a ser convocado mais de um ano depois para um amistoso contra a Itália, em 15 de novembro de 2000, meses antes de não ouvir seu nome entre os convocados por Keegan para a Eurocopa daquele ano. No jogo contra a Itália, Lampard ficou no banco e não atuou naquela partida comandada pelo técnico interino Peter Taylor, que havia trabalhado com Lampard na Inglaterra Sub-21.
Quando o novo técnico sueco Sven-Göran Eriksson foi anunciado, Lampard teve chances de atuar no ano de 2001, alguns jogos já como jogador do Chelsea. Também foi convocado para alguns jogos eliminatórios para a Copa do Mundo de 2002, mas não atuou, tendo que se contentar em ficar entre os 23 convocados que não foram utilizados (ficando na reserva inglesa). Foi convocado para os três primeiros jogos amistosos em 2002, como testes para o mundial. Atuou em todos, tendo inclusive começado como titular contra a Itália em março, sendo substituído no intervalo. No entanto, surpreendentemente, Lampard não foi convocado para a Copa do Mundo, com Eriksson preferindo Owen Hargreaves, Trevor Sinclair e Joe Cole entre os reservas do elenco inglês.
Após essa mágoa, Lampard voltou a ser lembrado para as duas primeiras partidas das Eliminatórias para a Euro 2004, em outubro de 2002, contra Eslováquia e Macedônia, mas não chegou a atuar em nenhum dos jogos. No início de 2003, Eriksson continuava chamando Lampard para o elenco inglês, até que ele disputou sua primeira partida competitiva, além, claro, do seu primeiro jogo em que participou dos 90 minutos. Essa partida foi contra a Eslováquia, no dia 11 de junho de 2003. O meia marcou o seu primeiro gol por seu país em 20 de agosto, num amistoso contra a Croácia, quando entrou no jogo ainda no primeiro tempo, substituindo Nicky Butt. O gol foi marcado no segundo tempo, sendo o gol da vitória. Ainda assim, Lampard só conseguiu evidência o suficiente para se fixar no grupo a partir da temporada 2003–04, a primeira em que o Chelsea contou com os investimentos de Roman Abramovich. Seu bom desempenho lhe credenciou a estar pela primeira vez em um torneio oficial pelo English Team, a Eurocopa de 2004, realizada no fim daquela temporada, onde se destacou e foi eleito para a equipe do torneio. Dois anos depois, já intocável e com dois títulos ingleses no seu currículo, foi convocado para a Copa do Mundo FIFA de 2006.

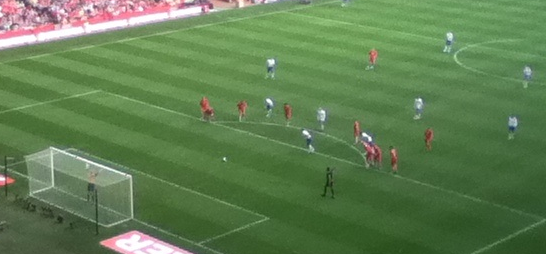
Lampard em 2011 pela Seleção Inglesa, cobrando um pênalti contra o País de Gales

Apenas mais tarde, sob o comando de Fabio Capello, conseguiu jogar seu melhor futebol por seu país. Entretanto, a dupla não pode evitar o fracasso do English Team na Copa do Mundo FIFA de 2010, onde os ingleses foram precocemente eliminados ainda nas oitavas de final pela Alemanha, com uma dura derrota por 4 a 1. No entanto, a situação poderia ter sido diferente se o assistente do árbitro não tivesse anulado o belíssimo gol de Lampard, onde o bandeirinha não viu que a bola havia entrado após bater no travessão, quando o jogo ainda estava 2 a 1 para os alemães. Após o mundial, o técnico italiano Fabio Capello fez uma renovação no elenco da Inglaterra, colocando jovens talentos nos jogos, apesar de ter mantido alguns medalhões como Lampard. O primeiro teste foi em agosto, contra a Hungria, num amistoso em que Lampard jogou o primeiro tempo. No entanto, neste mesmo mês, o meio-campista se machucou pelo Chelsea e perdeu o resto de amistosos pela Seleção no ano de 2010.
Em 2012, Lampard era um dos principais jogadores da Seleção Inglesa para a disputa da Eurocopa, mas acabou sendo cortado devido a uma lesão na coxa. Jordan Henderson foi chamado para seu lugar.
Um ano depois, num amistoso contra o Brasil no dia 6 de fevereiro de 2013, marcou o gol da vitória por 2 a 1. Já no ano seguinte, após o fim da Copa do Mundo FIFA de 2014 e com a precoce eliminação inglesa na fase de grupos, anunciou sua aposentadoria da Seleção.

## Carreira como treinador

### Derby County
Pouco mais de um ano após encerrar a carreira de jogador, tornou-se treinador e foi anunciado pelo Derby County no dia 31 de maio de 2018, assinando um contrato válido por três temporadas. Lampard chegou para substituir Gary Rowett, que havia acertado com o Stoke City. Estreou pela equipe no dia 3 de agosto, na vitória por 1–0 contra o Reading, válida pela Championship.
O técnico recebeu bastantes elogios no dia 25 de setembro de 2018, quando o Derby County eliminou o Manchester United na Copa da Liga Inglesa.

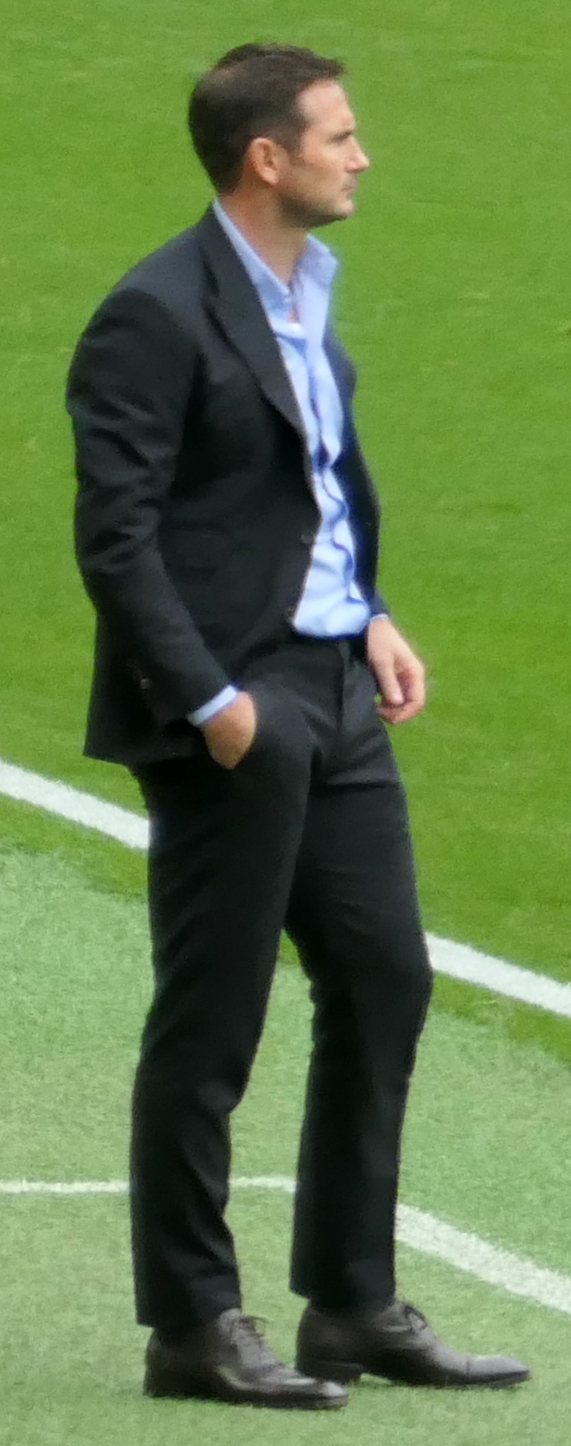
Lampard no comando do Chelsea em 2019

Após ser especulado no Chelsea, foi liberado pelo Derby County em junho de 2019 para retornar ao clube que foi ídolo como jogador.

### Chelsea
No dia 4 de julho de 2019, foi anunciado como novo treinador do Chelsea pelas próximas três temporadas. Lampard voltou à sua velha casa para substituir Maurizio Sarri, que retornou à Itália para comandar a Juventus. Com bons resultados no comando do clube, em outubro foi nomeado o treinador do mês da Premier League. Nessa mesma temporada, em agosto de 2020, os Blues de Lampard foram vice-campeões da Copa da Inglaterra, perdendo para o Arsenal na final por 2–1.
Já na temporada seguinte, após maus resultados na Premier League, Lampard foi demitido no dia 25 de janeiro de 2021. Outro fato apontado pela imprensa como motivo da demissão foi que contratações milionárias, como Timo Werner e Kai Havertz, não evoluíram sob o comando do técnico.

### Everton
Foi anunciado pelo Everton no dia 31 de janeiro de 2022, assinando contrato com a equipe até 2024. Lampard ajudou os Toffees a escaparem do rebaixamento na Premier League na penúltima rodada, com direito a uma emocionante vitória por 3–2 sobre o Crystal Palace, de virada.
Iniciou a temporada 2022–23 no dia 6 de agosto, na derrota em casa por 1–0 para o Chelsea, válida pela Premier League. Após mais uma derrota, dessa vez para o Aston Villa, e um empate com o Nottingham Forest, o Everton de Lampard conquistou seu primeiro triunfo no dia 23 de agosto, na vitória por 1–0 contra o Fleetwood Town, fora de casa, válida pela Copa da Liga.
Foi demitido no dia 23 de janeiro de 2023, depois de uma série de resultados ruins na temporada, incluindo 11 derrotas em 14 jogos. No total, comandou o clube em 44 partidas, com 12 vitórias, oito empates e 24 derrotas.

### Retorno ao Chelsea (interino)
No dia 6 de abril de 2023, foi confirmado como treinador interino do Chelsea e assumiu o clube com data marcada para sair ao final da temporada.

## Estatísticas como jogador

### Seleção Inglesa
| Ano   |       |      |
| Ano   | Jogos | Gols |
| ----- | ----- | ---- |
| 1999  | 1     | 0    |
| 2000  | 0     | 0    |
| 2001  | 3     | 0    |
| 2002  | 3     | 0    |
| 2003  | 9     | 1    |
| 2004  | 13    | 6    |
| 2005  | 9     | 3    |
| 2006  | 13    | 2    |
| 2007  | 9     | 2    |
| 2008  | 6     | 0    |
| 2009  | 10    | 6    |
| 2010  | 7     | 0    |
| 2011  | 7     | 3    |
| 2012  | 3     | 3    |
| 2013  | 10    | 3    |
| 2014  | 3     | 0    |
| Total | 106   | 29   |

### Gols pela Seleção
| #   | Data                   | Estádio                                        | Adversário       | Placar | Resultado | Competição                  |
| --- | ---------------------- | ---------------------------------------------- | ---------------- | ------ | --------- | --------------------------- |
| 1.  | 20 de agosto de 2003   | Portman Road, Ipswich, Inglaterra              | Croácia          | 3–1    | Vitória   | Amistoso                    |
| 2.  | 5 de junho de 2004     | City of Manchester, Manchester, Inglaterra     | Islândia         | 6–1    | Vitória   | Amistoso                    |
| 3.  | 13 de junho de 2004    | Estádio da Luz, Lisboa, Portugal               | França           | 1–2    | Derrota   | Euro 2004                   |
| 4.  | 21 de junho de 2004    | Estádio da Luz, Lisboa, Portugal               | Croácia          | 4–2    | Vitória   | Euro 2004                   |
| 5.  | 24 de junho de 2004    | Estádio da Luz, Lisboa, Portugal               | Portugal         | 2–2    | Empate    | Euro 2004                   |
| 6.  | 4 de setembro de 2004  | Ernst-Happel, Viena, Áustria                   | Áustria          | 2–2    | Empate    | Elim. Copa do Mundo de 2006 |
| 7.  | 9 de outubro de 2004   | Old Trafford, Manchester, Inglaterra           | País de Gales    | 2–0    | Vitória   | Elim. Copa do Mundo de 2006 |
| 8.  | 26 de março de 2005    | Old Trafford, Manchester, Inglaterra           | Irlanda do Norte | 4–0    | Vitória   | Elim. Copa do Mundo de 2006 |
| 9.  | 8 de outubro de 2005   | Old Trafford, Manchester, Inglaterra           | Áustria          | 1–0    | Vitória   | Elim. Copa do Mundo de 2006 |
| 10. | 12 de outubro de 2005  | Old Trafford, Manchester, Inglaterra           | Polônia          | 2–1    | Vitória   | Elim. Copa do Mundo de 2006 |
| 11. | 3 de junho de 2006     | Old Trafford, Manchester, Inglaterra           | Jamaica          | 6–0    | Vitória   | Amistoso                    |
| 12. | 16 de agosto de 2006   | Old Trafford, Manchester, Inglaterra           | Grécia           | 4–0    | Vitória   | Amistoso                    |
| 13. | 22 de agosto de 2007   | Wembley, Londres, Inglaterra                   | Alemanha         | 1–2    | Derrota   | Amistoso                    |
| 14. | 21 de novembro de 2007 | Wembley, Londres, Inglaterra                   | Croácia          | 2–3    | Derrota   | Elim. Euro 2008             |
| 15. | 28 de março de 2009    | Wembley, Londres, Inglaterra                   | Eslováquia       | 4–0    | Vitória   | Amistoso                    |
| 16. | 6 de junho de 2009     | Almaty Central, Almaty, Cazaquistão            | Cazaquistão      | 0–4    | Vitória   | Elim. Copa do Mundo de 2010 |
| 17. | 10 de junho de 2009    | Wembley, Londres, Inglaterra                   | Andorra          | 6–0    | Vitória   | Elim. Copa do Mundo de 2010 |
| 18. | 5 de setembro de 2009  | Wembley, Londres, Inglaterra                   | Eslovênia        | 2–1    | Vitória   | Amistoso                    |
| 19. | 9 de setembro de 2009  | Wembley, Londres, Inglaterra                   | Croácia          | 5–1    | Vitória   | Elim. Copa do Mundo de 2010 |
| 20. | 9 de setembro de 2009  | Wembley, Londres, Inglaterra                   | Croácia          | 5–1    | Vitória   | Elim. Copa do Mundo de 2010 |
| 21. | 26 de março de 2011    | Millennium, Cardiff, País de Gales             | País de Gales    | 0–2    | Vitória   | Elim. Euro 2012             |
| 22. | 4 de junho de 2011     | Wembley, Londres, Inglaterra                   | Suíça            | 2–2    | Empate    | Elim. Euro 2012             |
| 23. | 12 de novembro de 2011 | Wembley, Londres, Inglaterra                   | Espanha          | 1–0    | Vitória   | Amistoso                    |
| 24. | 7 de setembro de 2012  | Zimbru, Quixinau, Moldávia                     | Moldávia         | 0–5    | Vitória   | Elim. Copa do Mundo 2014    |
| 25. | 7 de setembro de 2012  | Zimbru, Quixinau, Moldávia                     | Moldávia         | 0–5    | Vitória   | Elim. Copa do Mundo 2014    |
| 26. | 11 de setembro de 2012 | Wembley, Londres, Inglaterra                   | Ucrânia          | 1–1    | Empate    | Elim. Copa do Mundo 2014    |
| 27. | 6 de fevereiro de 2013 | Wembley, Londres, Inglaterra                   | Brasil           | 2–1    | Vitória   | Amistoso                    |
| 28. | 22 de março de 2013    | Olímpico de San Marino, Serravalle, Inglaterra | San Marino       | 8–0    | Vitória   | Elim. Copa do Mundo 2014    |
| 29. | 29 de maio de 2013     | Wembley, Londres, Inglaterra                   | Irlanda          | 1–1    | Empate    | Amistoso                    |

## Estatísticas como treinador
Atualizadas até 23 de janeiro de 2023
| Equipe       | Jogos | Vitórias | Empates | Derrotas | Aproveitamento |
| ------------ | ----- | -------- | ------- | -------- | -------------- |
| Derby County | 59    | 26       | 17      | 16       | 53.67%         |
| Chelsea      | 141   | 70       | 30      | 41       | 56.74%         |
| Everton      | 44    | 12       | 8       | 24       | 33.33%         |

## Títulos

### Como jogador
West Ham
- Copa Intertoto da UEFA: 1999

Chelsea
- Copa da Liga Inglesa: 2004–05 e 2006–07
- Premier League: 2004–05, 2005–06 e 2009–10
- Supercopa da Inglaterra: 2005 e 2009
- Copa da Inglaterra: 2006–07, 2008–09, 2009–10 e 2011–12
- Liga dos Campeões da UEFA: 2011–12
- Liga Europa da UEFA: 2012–13

Seleção Inglesa
- Torneio de Verão da FA: 2004

### Prêmios individuais
- Jogador do mês da Premier League: setembro de 2003, abril de 2005, outubro de 2005 e outubro de 2008[48]
- Equipe do ano da Premier League: 2003–04, 2004–05 e 2005–06
- Jogador do ano do Chelsea: 2004, 2005 e 2009
- Equipe ideal da Eurocopa: 2004
- Jogador inglês do ano: 2004 e 2005
- Melhor jogador da Copa da Liga Inglesa: 2004–05 e 2006–07
- Líder de assistências da Premier League: 2004–05, 2008–09 e 2009–10
- Melhor jogador da Premier League: 2004–05[48]
- Futebolista Inglês do Ano pela FWA: 2005
- Futebolista Inglês do Ano dos Fãs pela PFA: 2005
- Equipe do ano da European Sports Magazines: 2004–05, 2005–06 e 2009–10
- FIFA World XI: 2005
- Segundo Melhor Jogador do Mundo pela FIFA: 2005
- Segundo colocado da Ballon d'Or: 2005
- Melhor jogador da Copa da Inglaterra: 2006–07, 2008–09 e 2009–10
- Melhor meio-campista da UEFA: 2008
- Melhor jogador da final da Liga Europa da UEFA: 2012–13
- MLS All-Star: 2015
- Ordem do Império Britânico: 2015
- Jogador do mês da MLS: julho de 2016
- Hall da Fama do Futebol Inglês: 2017
- Hall da Fama da Premier League: 2021

### Artilharias
- Copa da Inglaterra: 2006–07 (6 gols)
- Copa da Liga Inglesa: 2007–08 (4 gols)
- Supercopa da Inglaterra: 2009 (1 gol)